# オーシャンビュー (ハワイ島)

ハワイ島のおけるオーシャンビューの位置

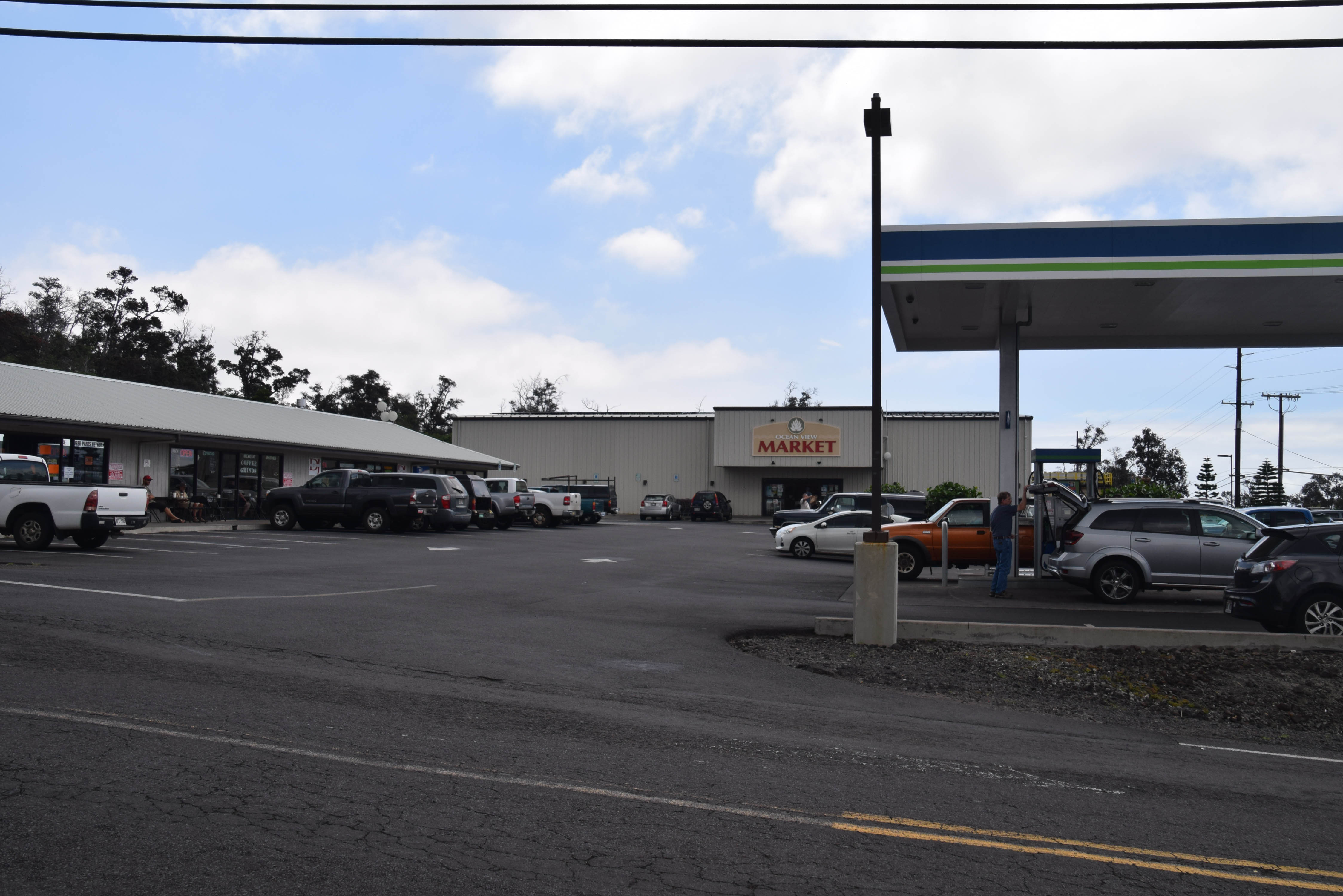
オーシャンビューにあるショッピング・センター１

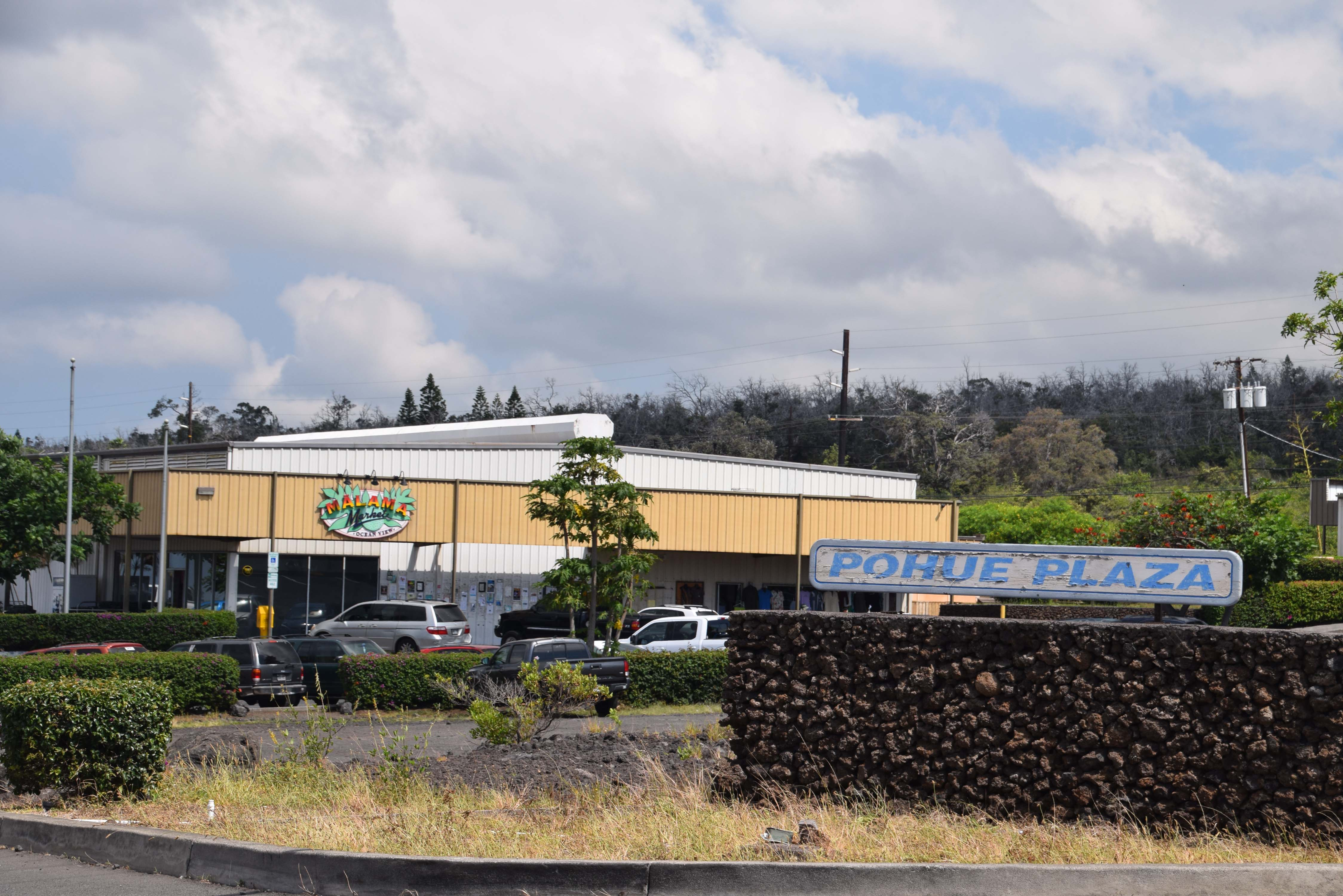
オーシャンビューにあるショッピング・センター２

オーシャンビュー（英語: Ocean View）は、アメリカ合衆国ハワイ州ハワイ島最南部のカウ地区にある新興住宅地。国勢調査指定地域でもあり、2010年での住民数は4,437人。2000年には2,178人であったので、倍増している。

## 歴史
オーシャンビュー住宅地の開発は1950年代に、1エーカー（4,000平方メートル）の10,697区画からなる HOVE（Hawaiian Ocean View Estates）の開発から始まった。開発地はカウ地区のハワイ・ベルトロード（ハワイ州道11号線）のマウナロア山側で、険しい溶岩原からオヒアの木や他の植生まで様々であった。標高は約1,500フィート（460メートル）から5,000フィート（1,500メートル）である。初期の販売は1950年代後半に始まり、HOVEの最初の開発者はクロフォード・オイル会社であった。
その後、他の区画（ランチョズ、カフク・カントリー・ガーデンなど）が、ハワイ・ベルトロードのHOVEとは反対側（海側）に開発された。1980年代初頭には、ガソリンスタンドと金物店が建てられた。
1989年にオーシャンビュー・タウンセンターが設置され、オーシャンビュー道路維持管理公社が道路の大規模な再建プログラムを開始した。その後まもなく、オーシャンビュー開発会社は、コインランドリーとレストランを含む新しいマーケットを開始した。オーシャンビューには現在、2つのショッピング・センターがあり、3つのガソリンスタンド、2つの食料品店、L&Lハワイアン・バーベキュー レストランなどがある。
2004年1月、ハワイ火山国立公園は、以前カフク牧場として知られていた不動産を購入した。
オーシャンビューには、郵便局（郵便番号：96737）もある。

## 交通
オーシャンビューにはハワイ州道11号線が通っており、カイルア・コナへは46マイル（74キロ）、ヒロへは76マイル（122キロ）である。ヘレオン・バスも利用できる。

## 参照項目
- カウ地区の集落